# Volta a Polònia 2009
La Volta a Polònia 2009 fou la 66a edició de la cursa ciclista Volta a Polònia. La prova formava part del calendari del Calendari mundial i es disputà entre el 2 i el 8 d'agost. Els ciclistes haguren de superar set etapes, amb 1.158,1 km, entre les ciutats de Varsòvia i Cracòvia.
El vencedor final fou l'italià Alessandro Ballan, vigent campió del món, que trencà la cursa en la 5a i 6a etapa, imposant-se per davant de l'espanyol Daniel Moreno.

## Etapes
| Etapa | Data           | Ciutats d'etapa                    | km    | Vencedor de l'etapa  | Líder de la general |
| ----- | -------------- | ---------------------------------- | ----- | -------------------- | ------------------- |
| 1a    | diu. 2 d'agost | Varsòvia – Varsòvia                | 108   | Borut Božič          | Borut Božič         |
| 2a    | dll. 3 d'agost | Serock – Białystok                 | 219'1 | Angelo Furlan        | Borut Božič         |
| 3a    | dim. 4 d'agost | Bielsk Podlaski – Lublin           | 225'1 | Jacopo Guarnieri     | André Greipel       |
| 4a    | dix. 5 d'agost | Nałęczów – Rzeszów                 | 239'7 | Edvald Boasson Hagen | Jürgen Roelandts    |
| 5a    | dij. 6 d'agost | Strzyżów – Krynica-Zdrój           | 163   | Alessandro Ballan    | Alessandro Ballan   |
| 6a    | div. 7 d'agost | Krościenko nad Dunajcem – Zakopane | 162'2 | Edvald Boasson Hagen | Alessandro Ballan   |
| 7a    | dis. 8 d'agost | Rabka-Zdrój – Cracòvia             | 136'5 | André Greipel        | Alessandro Ballan   |

## Classificació final
|    | Ciclista             | Equip                | Temps       |
| -- | -------------------- | -------------------- | ----------- |
| 1  | Alessandro Ballan    | Lampre-NGC           | 28h 46' 13" |
| 2  | Daniel Moreno        | Caisse d'Epargne     | + 10"       |
| 3  | Edvald Boasson Hagen | Team Columbia-HTC    | + 11"       |
| 4  | Pieter Weening       | Rabobank ProTeam     | + 12"       |
| 5  | Francesco Reda       | Quick Step           | + 16"       |
| 6  | Marek Rutkiewicz     | Team Poland Bank BGŻ | + 16"       |
| 7  | Sylvester Szmyd      | Liquigas             | + 16"       |
| 8  | Marco Marcato        | Vacansoleil          | + 23"       |
| 9  | Pablo Lastras        | Caisse d'Epargne     | + 26"       |
| 10 | Francesco Gavazzi    | Lampre-NGC           | + 26"       |

## Evolució de les classificacions
| Etapa Vencedor                | Classificació general Żółta koszulka | Classificació de la muntanya Klasyfikacja górska | Classificació de les Metes volants Klasyfikacja najaktywniejszych | Classificació dels punts Klasyfikacja punktowa |
| ----------------------------- | ------------------------------------ | ------------------------------------------------ | ----------------------------------------------------------------- | ---------------------------------------------- |
| 1a etapa Borut Božič          | Borut Božič                          | Błażej Janiaczyk                                 | David Loosli                                                      | Borut Božič                                    |
| 2a etapa Angelo Furlan        | Borut Božič                          | Błażej Janiaczyk                                 | David Loosli                                                      | Jurgen Roelandts                               |
| 3a etapa Jacopo Guarnieri     | André Greipel                        | Błażej Janiaczyk                                 | David Loosli                                                      | André Greipel                                  |
| 4a etapa Edvald Boasson Hagen | Jurgen Roelandts                     | Błażej Janiaczyk                                 | David Loosli                                                      | Jurgen Roelandts                               |
| 5a etapa Alessandro Ballan    | Alessandro Ballan                    | Pàvel Brut                                       | David Loosli                                                      | Jurgen Roelandts                               |
| 6a etapa Edvald Boasson Hagen | Alessandro Ballan                    | Marek Rutkiewicz                                 | David Loosli                                                      | Jurgen Roelandts                               |
| 7a etapa André Greipel        | Alessandro Ballan                    | Marek Rutkiewicz                                 | David Loosli                                                      | Jurgen Roelandts                               |
| Final                         | Alessandro Ballan                    | Marek Rutkiewicz                                 | David Loosli                                                      | Jurgen Roelandts                               |